# Rhea Mitchell
Rhea Mitchell (Portland, 10 dicembre 1890 – Los Angeles, 16 settembre 1957) è stata un'attrice e sceneggiatrice statunitense.

## Biografia
Figlia unica, nacque e crebbe a Portland dove a 17 anni ottenne la sua prima parte in un teatro della città. Dopo aver recitato con la Baker Theatre Stock Company, si spostò per lavoro in varie città, da Spokane a Seattle, da Washington a Vancouver, fino a San Francisco. Nel 1912 debuttò al cinema lavorando per New York Motion Picture Corporation, e in tutta la sua carriera apparve in più di cento film. Recitò più volte da protagonista con la star del western William S. Hart.
Dopo il 1917 i suoi ruoli diminuirono d'importanza. Ebbe una parte nel film del 1936 San Francisco, nel quale era protagonista Clark Gable, diretto da W. S. Van Dyke, che l'aveva diretta venti anni prima in The Hawk's Trail. Concluse la sua carriera nel 1952, dopo aver interpretato piccoli ruoli in molti film in cui non veniva nemmeno citata.
Morì tragicamente cinque anni dopo, strangolata nel suo appartamento da un dipendente del condominio in cui abitava. Le sue spoglie sono conservate in un deposito dell'Hollywood Forever Cemetery, a seguito di una sua disposizione testamentaria, nella quale chiede di non avere una sepoltura definitiva.

## Filmografia
- His Squaw, regia di Charles Giblyn - cortometraggio (1912)
- An Indian's Honor, regia di Jack Conway e Frank Montgomery - cortometraggio (1913)
- An Indian's Gratitude, regia di Frank E. Montgomery - cortometraggio (1913)
- The Heart of Maggie Malone, regia di Edward LeSaint - cortometraggio (1914)
- North of 53, regia di Jay Hunt - cortometraggio (1914)
- The Master of the House, regia di Richard Stanton - cortometraggio (1914)
- The Scourge of the Desert, regia di William S. Hart - cortometraggio (1915)
- Mr. 'Silent' Haskins, regia di William S. Hart - cortometraggio (1915)
- The Fakir, regia di Walter Edwards - cortometraggio (1915)
- The Devil, regia di Reginald Barker, Thomas H. Ince (1915)
- Molly of the Mountains, regia di Charles Swickard - cortometraggio (1915)
- On the Night Stage, regia di Reginald Barker (1915)
- The Valley of Hate, regia di Tom Chatterton - cortometraggio (1915)
- The Diamond from the Sky, regia di Jacques Jaccard e William Desmond Taylor - serial (1915)
- The Beckoning Flame, regia di Charles Swickard (1915)
- Don Quixote, regia di Edward Dillon (1915)
- I tre moschettieri (The Three Musketeers), regia di Charles Swickard (1916)
- The Overcoat, regia di Rae Berger (1916)
- The Man from Manhattan, regia di Jack Halloway (1916)
- Whither Thou Goest, regia di Raymond B. West (1917)
- The Blindness of Divorce, regia di Frank Lloyd (1918)
- Social Ambition, regia di Wallace Worsley (1918)
- Honor's Cross, regia di Wallace Worsley (1918)
- Ghost of the Rancho, regia di William Worthington (1918)
- Boston Blackie's Little Pal, regia di E. Mason Hopper (1918)
- The Goat, regia di Donald Crisp (1918)
- Unexpected Places, regia di E. Mason Hopper (1918)
- The Money Corral, regia di William S. Hart (1919)
- The Sleeping Lion, regia di Rupert Julian (1919)
- The Hawk's Trail, regia di W. S. Van Dyke - serial cinematografico (1919)
- Gli adoratori del diavolo (The Devil's Claim), regia di Charles Swickard (1920)
- The Scoffer, regia di Allan Dwan (1920)
- Good Women, regia di Louis J. Gasnier (1921)
- Avvoltoi della foresta (A Ridin' Romeo), regia di George Marshall (1921)
- The Innocent Cheat, regia di Ben F. Wilson (1921)
- The Greatest Menace, regia di Albert S. Rogell (1923)
- The Other Kind of Love, regia di Duke Worne (1924)
- Modern Youth, regia di Jack Nelson (1926)
- Il sentiero di casa (The Home Trail), regia di William Wyler (1927)
- Danger Patrol, regia di Duke Worne (1928)
- The Big Bluff, regia di Reginald Denny (1933)
- Vigliaccheria (Whom the Gods Destroy), regia di Walter Lang (1934)
- La moglie indiana (Behold My Wife!), regia di Mitchell Leisen (1934)
- One Hour Late, regia di Ralph Murphy (1934)
- Song and Dance Man, regia di Allan Dwan (1936)
- San Francisco, regia di W.S. Van Dyke II (1936)
- I cavalieri del Texas (The Texas Rangers), regia di King Vidor (1936)
- L'ultima partita (15 Maiden Lane), regia di Allan Dwan (1936)
- Mysterious Crossing, regia di Arthur Lubin (1936)
- The Ship That Died, regia di Jacques Tourneur - cortometraggio (1938)
- Questa donna è mia (I Take This Woman), regia di W. S. Van Dyke (1940)
- Stars in My Crown, regia di Jacques Tourneur (1950)
- Il membro del matrimonio (The Member of the Wedding), regia di Fred Zinnemann (1952)